# Hønefoss BK
Hønefoss BK este un club de fotbal din Hønefoss, Norvegia care evoluează în Tippeligaen.

## Istorie recentă
| Season |    | Pos. | Pl. | W  | D  | L  | GS | GA | P  | Cup       | Notes                    |  |
| ------ | -- | ---- | --- | -- | -- | -- | -- | -- | -- | --------- | ------------------------ |  |
| 2006   | AL | 4    | 30  | 15 | 6  | 9  | 64 | 47 | 51 | ?         |                          |  |
| 2007   | AL | 10   | 30  | 8  | 11 | 11 | 34 | 52 | 35 | 3rd round |                          |  |
| 2008   | AL | 5    | 30  | 15 | 6  | 9  | 47 | 33 | 51 | 2rd round |                          |  |
| 2009   | AL | 2    | 30  | 16 | 8  | 6  | 61 | 32 | 56 | 3rd round | Promovată în Tippeligaen |  |

## Lotul sezonului 2009-2010
| Nr. |              | Poziție | Jucător                 |
| --- | ------------ | ------- | ----------------------- |
| 1   | Norvegia     | P       | Thomas Solvoll          |
| 2   | Norvegia     | F       | Frode Lafton (căpitan)  |
| 4   | Gambia       | A       | Abdou Darboe            |
| 5   | Norvegia     | F       | Erik Hagen              |
| 6   | Islanda      | F       | Kristjan Örn Sigurdsson |
| 7   | Norvegia     | F       | Kjetil Byfuglien        |
| 8   | Norvegia     | M       | David Hanssen           |
| 9   | Norvegia     | A       | Lars Lafton             |
| 10  | Sierra Leone | M       | Umaru Bangura           |
| 11  | Norvegia     | F       | Benny Olsen             |
| 14  | Norvegia     | F       | Lennart Steffensen      |
| 15  | Norvegia     | M       | Håkon Langdalen         |

| Nr. |                            | Poziție | Jucător                                     |
| --- | -------------------------- | ------- | ------------------------------------------- |
| 16  | Norvegia                   | M       | Tor Øyvind Hovda                            |
| 17  | Norvegia                   | F       | Leo Olsen                                   |
| 18  | Norvegia                   | M       | Rune Bolseth                                |
| 19  | Estonia                    | M       | Aleksandr Dmitrijev                         |
| 20  | Coasta de Fildeș           | A       | Davy Claude Angan                           |
| 21  | Norvegia                   | A       | Kamal Saaliti                               |
| 24  | Norvegia                   | A       | Kenneth Di Vita Jensen                      |
| 25  | Nigeria                    | M       | Paul Obiefule                               |
| 26  | Statele Unite ale Americii | P       | Steve Clark                                 |
| 28  | Danemarca                  | F       | Christian Traoré (on loan from Hammarby IF) |
| 99  | Senegal                    | A       | Madiou Konate                               |